# جورج سميث (سياسي كندي)
جورج سميث هو سياسي كندي، ولد في 1 نوفمبر 1864 في كندا، وتوفي في 1938. انتخب عضو برلمان مقاطعة أونتاريو.